# مقاطعة سيدي البرنوصي
مقاطعة سيدي البرنوصي هي أحد مقاطعات عمالة الدار البيضاء غرب المملكة المغربية. تضم مقاطعة سيدي البرنوصي أحياء مهمة للدار البيضاء و تأوي مقاطعة سيدي البرنوصي 165.324 نسمة (حسب الإحصاء الرسمي 2004).